# Dendrobium treacherianum
Dendrobium treacherianum är en orkidéart som beskrevs av Heinrich Gustav Reichenbach och Joseph Dalton Hooker. Dendrobium treacherianum ingår i släktet Dendrobium, och familjen orkidéer. Inga underarter finns listade i Catalogue of Life.

## Bildgalleri

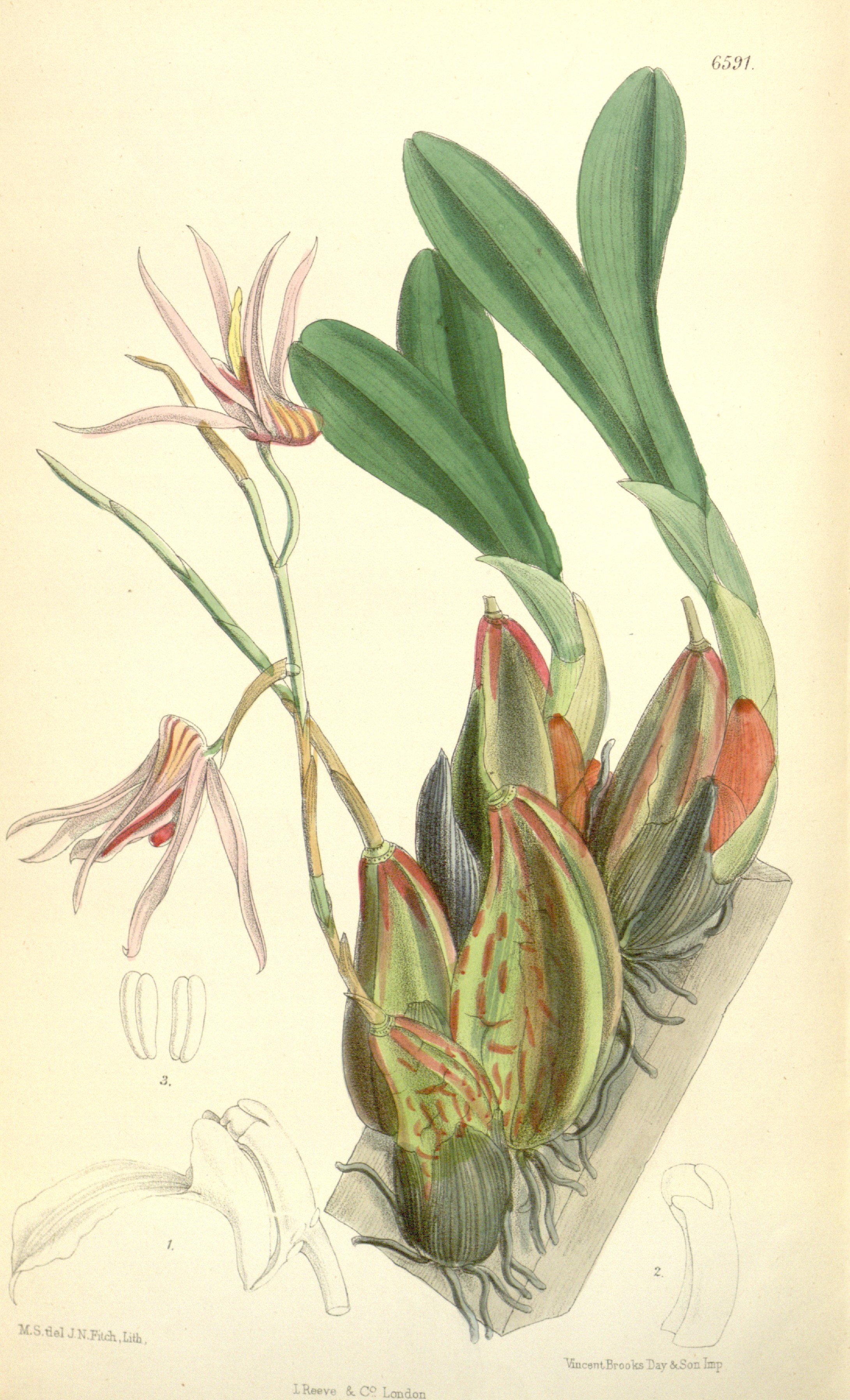